# Pietro Guadagni Torrigiani

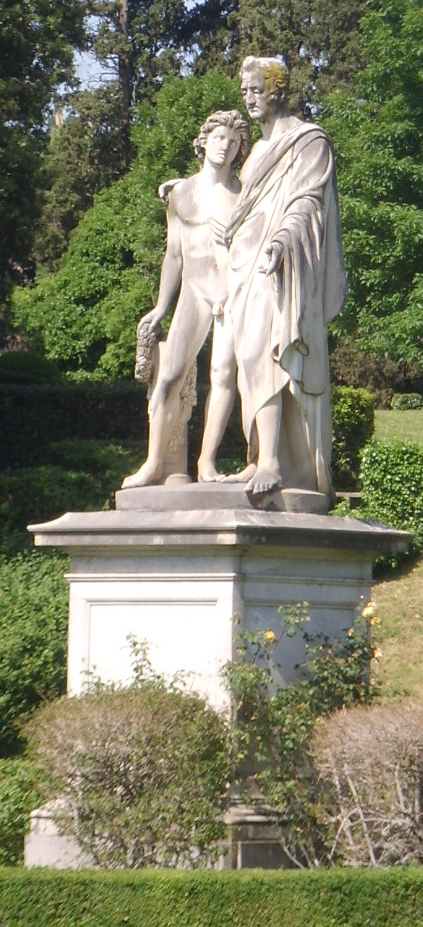
Pio Fedi, Seneca e il giovane Pietro Torrigiani, statua nel Giardino Torrigiani

Pietro Guadagni poi marchese Torrigiani (Firenze, 1773 – 1848) era figlio secondogenito di Teresa Maria Torrigiani e di Giovanbattista Guadagni, fu insignito dallo zio cardinale Ludovico Maria Torriggiani dei beni della casata purché cambiasse il proprio cognome paterno per prendere quello della madre e continuare quello della dinastia dei Torrigiani, che aveva ricevuto il titolo di marchese solo due generazioni prima, e che già era a corto di eredi maschi che potessero tramandarlo.

## Biografia
Pietro accettò di buon grado, anche perché difficilmente in quanto secondogenito avrebbe avuto l'occasione di avere una fortuna come quella ereditata dallo zio: terreni e fabbricati in tutta la Toscana, fattorie, sei ville (di Panna, di Galliano, di Castelfiorentino, di San Martino alla Palma, di Quinto Alto e di Camigliano) e tre palazzi a Firenze (Palazzo Bartolini Torrigiani, il Casino in via del Campuccio e il Palazzo Torrigiani in via Romana), per non contare i beni mobili, le raccolte d'arte e tutte le varie ricchezze in contanti e rendite.
Ai primi dell'Ottocento ereditò anche dai Guadagni, con il passaggio nel suo patrimonio anche del Palazzo Del Nero, appartenuto a Ottavia Guadagni Del Nero, sua sorella e vedova del barone Cerbone Filippo del Nero.
Aderì alla massoneria e fece realizzare il vasto Giardino Torrigiani, ricco di simbologie massoniche.
Fu suo erede il marchese Luigi Torrigiani.